# Имортъл
„Имортъл“ (на английски: Immortal – „Безсмъртен“) е норвежка блек метъл група от Берген, Норвегия. В наши дни Immortal са една от водещите по популярност блек метъл групи заедно с Dimmu Borgir.

## История

### 1990 – 2003
Групата започва през 1989 г. като представители на дет метъла с името „Amputation“, преди са се сформира Immortal. Първоначалните албуми с името Immortal обаче са в традиционен блек метъл стил. По-късно в албуми като At the Heart of Winter, се откриват и експерименти на сливане на блек метъл с германски траш метъл. Повлияни са от Евронимус, както и от групи като Bathory и Celtic Frost. През 1995 г. групата заснема два видеоклипа с името Masters of Nebulah Frost чрез Osmose Productions. Те съдържат замръзнали ландшафтове и гори, в синхрон с албума Battles in the North. Видеото за „Grim and Frostbitten Kingdoms“ е с участието на барабаниста Хелхамър от Mayhem. С изключение на двама съоснователи, групата няма стабилен състав до 1996 г., когато към тях се присъединява барабаниста Хорф и започват записите на Blizzard Beasts. Повратна точка за бандата е 1997 г., когато Демонас получава заболяване на ръката, което го лишава от възможността да свири на китара. Все пак той остава част от групата като главен текстописец и мениджър.
През 2000 г. излиза албумът Damned in Black, който стилистично се доближава до ранните творби на групата. През същата година излиза и сплит албума True Kings of Norway, а групата подписва с германския лейбъл Nuclear Blast. Феновете се опасяват, че групата ще комерсиализира стила си, но това се опровергава с излизането на Sons of Northern Darkness. Два месеца след това, басиста Исария напуска Immortal и е заменен от Сарот. Групата решава да излезе в неопределена почивка през лятото на 2003 г., поради много лични ангажименти на членовете.

### 2005 – 2009
През октомври 2005 г., Абат, Демонас и оригиналният барабанист Армагеда, решават да се съберат и заедно с басиста Кинг ов Хел от Gorgoroth и китариста Айс Дейл от Enslaved, формират проекта I. През ноември 2006 г. излиза неговия дебют Between Two Worlds.
През 2007 г. Immortal подновява дейността си за серия от летни концерти. Те участват на Открит метъл фестивал „Туска“, фестивал във Вакен и др. След турнетата, групата взима Аполион за басист и започва работа по нов албум. All Shall Fall излиза на 25 септември 2009 г.

### 2015 –
Според сайта Dagbladet.no, членовете на групата са в спор за правата върху марката Immortal. Става ясно, и че се работи по следващ албум, но повече информация не е разкрита.
На 26 март 2015 г. групата се разпада отново, поради този конфликта и невъзможността за решението му. Абат формира своя соло група – Abbath. На 14 август останалите от групата заявяват, че ще продължат нейната дейност без Абат и ще работят върху нов албум.

## Състав

### Сегашни членове
- Демонас Дуум Окулта – текстописец (1990 – 2003; 2006 – ), китара (1990 – 1997)
- Хорф – барабани (1996 – 2003; 2006 – )

### Предишни членове
- Абат Дуум Окулта – вокали и китара (1990 – 2003; 2006 – 2015)
- Йорн Тонсберг – китара (1990 – 1991)
- Армагеда – барабани (1990 – 1992)
- Исария – бас (1999 – 2002)
- Аполион – бас (2006 – 2015)

### Тур членове
- Колгрим – барабани (1992 – 1993)
- Грим – барабани (1993 – 1994)
- Хелхамър – барабани (1995)
- Арес – бас (1998)
- Сарот – бас (2002 – 2003)

## Дискография

### Албуми
- Diabolical Fullmoon Mysticism – (1992)
- Pure Holocaust – (1993)
- Battles in the North – (1995)
- Blizzard Beasts – (1997)
- At the Heart of Winter – (1999)
- Damned in Black – (2000)
- Sons of Northern Darkness – (2002)
- All Shall Fall – (2009)
- Northern Chaos Gods – (2018)

### Демо
- Suffocate – (1991)

### Албуми (SPLIT)
- True Kings of Norway (split with Emperor, Dimmu Borgir, Ancient, Arcturus) – (2000)

### EP
- Immortal – (1991)

### Видео
- The Seventh Date of Blashyrkh – (2010)